# Dunblane
Dunblane is een dorp in het zuidoosten van Schotland. Het dorp telde in 2001 7.991 inwoners en volgens de schattingen zou Dunblane in 2006 8.440 inwoners tellen.  In 2022 telde Dunblane 8.798 inwoners. 
Dunblane ligt ten noorden van Stirling en wordt doorkruist door Allan Water, een rivier in het midden van Schotland.
Op 13 maart 1996 ging een gewapende man een school in Dunblane in, en doodde hier 16 leerlingen van 5 en 6 jaar oud, één lerares en zichzelf. In het Verenigd Koninkrijk kwam een massale beweging op gang om de wapenwetten aan te scherpen, wat in 1997 ook gebeurde. Begin dat jaar kwam de Conservatieve premier John Major met een verbod van semi-automatische wapens, en in december ging de nieuwe Labourregering van Tony Blair daar overheen met een verbod van particulier vuistvuurwapenbezit.

## Bezienswaardigheden
- Dunblane Cathedral, een kathedraal uit de dertiende eeuw